# Jiří Kochta
Jiří Kochta (* 11. Oktober 1946 in Prag; † 3. April 2025) war ein tschechischer Eishockeyspieler und -trainer, der als Aktiver über viele Jahre in der höchsten Spielklasse der Tschechoslowakei sowie der Eishockey-Bundesliga spielte. Als Trainer betreute er unter anderem den Mannheimer ERC, die Revierlöwen Oberhausen, den ES Weißwasser sowie die Dresdner Eislöwen.

## Karriere

### Als Eishockeyspieler
Als Jugendlicher begann er bei den Bohemians Prag mit dem Eishockey und wechselte 1965 im Rahmen seines Militärdienstes zum Armeesportklub ASD Dukla Jihlava. In den folgenden drei Spielzeiten wurde er zweimal Tschechoslowakischer Meister und wechselte 1968 zu Sparta Prag, wo er bis 1979 spielte. Dabei war er drei Jahre lang Mannschaftskapitän von Sparta.
In der Saison 1979/80 kam er zum EV Landshut und war dort mit 81 Assists bester Vorlagengeber der Liga. Nur sein Mannschaftskamerad Erich Kühnhackl hatte mehr Punkte als Kochta, der mit 144 Punkten 46 Punkte Vorsprung auf den Dritten, Marcus Kuhl, hatte. Auch ein Jahr später reichte es nicht zum Topscorer. Ein Punkt fehlte ihm auf Dick Decloe. Überraschend war dann sein Wechsel in die 2. Bundesliga zum EHC 70 München, der im Laufe der Saison in Konkurs ging.
Während man einen erneuten Wechsel von Kochta erwartete, verabschiedete er sich vom hochklassigen Eishockey und wurde Spielertrainer beim neu gegründeten EC Hedos München. Unter seinen Fittichen wuchsen einige junge Spieler in München heran, und mit Kochta stieg das Team Jahr für Jahr auf. 1986 beendete er seine Spielerkarriere.

### International
Kochta nahm mehrfach an internationalen Wettbewerben wie Olympia 1968, Olympia 1972 und Eishockey-Weltmeisterschaften (1971, 1972, 1973, 1974) teil. Bei der Weltmeisterschaft 1972 gewann er die Goldmedaille, bei Olympia einmal Silber (1968) und Bronze (1972). Kochta bestritt insgesamt 148 Länderspiele und erzielte dabei 56 Tore. Im Jahr 2010 wurde er in die Hall of Fame des tschechischen Eishockeys aufgenommen.

### Als Eishockeytrainer
In den unteren Ligen mit dem EC Hedos versuchte sich Kochta stetig mehr auf die Trainerrolle zu konzentrieren und nur bei Bedarf noch selbst auf dem Eis ins Spielgeschehen einzugreifen. Seine Entlassung nach dem Aufstieg in die Oberliga kam überraschend. Nur noch als Trainer war er in der Saison 1986/87 in Italien beim HC Meran und 1987/88 beim EV Füssen tätig. Danach kehrte er nach München zurück und führte das Team des EC Hedos München in die Bundesliga. In den turbulenten Zeiten im Münchner Eishockey wurde aber nicht nur das komplette Team umgekrempelt, sondern auch ein neuer Trainer verpflichtet.
In der Folge trainierte er den EHC Klostersee, den Heilbronner EC, SC Memmingen, die Bundesligamannschaft des Mannheimer ERC, den EHC Biel in der Schweiz und die DEL-Teams SG Füchse Sachsen und Revierlöwen Oberhausen.
Ab Mitte der Saison 2002/03 trainierte er die Mannschaft der Dresdner Eislöwen. Im Jahr 2005 schaffte er mit ihnen den Aufstieg von der Oberliga in die 2. Eishockey-Bundesliga und formte sofort eine konkurrenzfähige Mannschaft, die bis ins Halbfinale der Playoffs vordrang. In der folgenden Spielzeit konnte dieser Erfolg nicht wiederholt werden und nach einer Niederlagenserie trat Kochta Anfang Februar 2007 von seinem Amt zurück.
Eine von Kochtas großen Leidenschaften war Tennis. Sehr intensiv kümmerte er sich um die Karriere seiner 1975 und 1973 geborenen Töchter Marketa und Renata Kochta, die 1994 bei allen vier Grand-Slam-Turnieren antraten und Siege unter anderem gegen Gabriela Sabatini und Anke Huber verbuchen konnten.
Kochta verstarb am 3. April 2025 im Alter von 78 Jahren.

## Erfolge und Auszeichnungen
- 1967 Tschechoslowakischer Meister mit Dukla Jihlava[3]
- 1968 Tschechoslowakischer Meister mit Dukla Jihlava
- 1980 Bester Vorlagengeber der Bundesliga
- 1980 All-Star Team der Bundesliga

### International
| - 1967 Bronzemedaille bei der Europameisterschaft - 1968 Silbermedaille bei den Olympischen Winterspielen - 1970 Bronzemedaille bei der Weltmeisterschaft Bronzemedaille bei der Europameisterschaft - 1971 Silbermedaille bei der Weltmeisterschaft Goldmedaille bei der Europameisterschaft - 1972 Bronzemedaille bei den Olympischen Winterspielen | - 1972 Goldmedaille bei der Weltmeisterschaft Goldmedaille bei der Europameisterschaft - 1973 Bronzemedaille bei der Weltmeisterschaft Bronzemedaille bei der Europameisterschaft - 1974 Silbermedaille bei der Weltmeisterschaft Silbermedaille bei der Europameisterschaft - 1975 Silbermedaille bei der Weltmeisterschaft Silbermedaille bei der Europameisterschaft |